# Tamare (paroisse civile)
Pour les articles homonymes, voir Tamare.
Tamare est l'une des sept paroisses civiles de la municipalité de Mara dans l'État de Zulia au Venezuela. Sa capitale est Tamare.